# Megachile tardula
Megachile tardula är en biart som beskrevs av Cameron 1905. Megachile tardula ingår i släktet tapetserarbin, och familjen buksamlarbin. Inga underarter finns listade i Catalogue of Life.